# Aéroport de Đồng Hới
L'aéroport de Đồng Hới (code IATA : VDH • code OACI : VVDH) est un aéroport vietnamien situé à 6 km au nord du centre de la ville de Đồng Hới, le chef-lieu de la province de Quảng Bình, à 40 km au sud du parc national Phong Nha - Kẻ Bàng (province de Quảng Bình, centre du Việt Nam, et à 500 km au sud de Hanoï). 
Son unique piste en béton de 2 400 m x 45 m permet d'accueillir des avions de tailles moyenne, tels les Airbus A320 et A321. L'aérogare a une capacité de 300 passagers par heure (500 000 passagers par an).
Selon le magazine de l'aviation du Viêtnam, l'aéroport traitera 700.000 passagers en 2018 .

## Histoire
Construit par l'armée française lors de la colonisation de l'Indochine, il servait de base pour les opérations aériennes, notamment contre les forces du Viet Minh et les forces indépendantistes laotiennes du Pathet Lao.
Durant la guerre du Viêtnam, le Sud-Viêt Nam utilisa cet aéroport comme base logistique, afin d'amener armes et munitions aux champs de bataille méridionaux[réf. nécessaire]. 
En 1972, après la conquête de la province de Quảng Trị par la république démocratique du Viêt Nam, le premier ministre vietnamien Phạm Văn Đồng et le président cubain Fidel Castro ont atterri à Đồng Hới, pour aller à Quảng Trị. 
Après 1975, l'armée vietnamienne a continué à utiliser cet aéroport, sans en faire une base permanente[réf. nécessaire].
Le classement du parc de Phong Nha-Ke Bang au patrimoine mondial a provoqué un afflux touristique dans la région. En conséquence, en septembre 2004, la réhabilitation et la construction d'une nouvelle aérogare ont été entamées. Celle-ci a été inaugurée le 18 mai 2008, en même temps que l'ouverture d'une ligne régulière vers Hanoï[réf. nécessaire]. 
D'autres lignes vers Da Lat et Nha Trang sont prévues pour bientôt[Quand ?],.
L'aéroport sera étendu du quatrième trimestre de 2018 au deuxième trimestre de 2020. La piste sera prolongée à 3 600 m, un nouveau terminal sera construit. À l'achèvement de ce projet en 2020, cet aéroport pourra desservir 10 millions de passagers par an,.

## Situation

### Carte des aéroports du Viêtnam
| Vân Đồn (2018) Thọ Xuân Chu Lai Liên Khuong Đà Nẵng Hải Phòng Cat Bi Hanoï Saïgon Nha Trang Phú Quốc Vinh Buôn Ma Thuôt Cà Mau Côn Đảo Đồng Hới Pleiku Phù Cát Phú Bài Rach Gia Nà Sản Đông Tác Vũng Tàu Cần Thơ Diên Biên Phu Quảng Trị |

## Compagnies et destinations
| Compagnies                       | Destinations                                                               |
| -------------------------------- | -------------------------------------------------------------------------- |
| Bamboo Airways                   | Hanoï-Nội Bài                                                              |
| Vietnam Airlines opéré par VASCO | Hanoï-Nội Bài                                                              |
| Vietnam Airlines                 | Hô Chi Minh Ville (Tân Sơn Nhất), Hanoï-Nội Bài                            |
| Jetstar Pacific Airlines         | Hô Chi Minh Ville (Tân Sơn Nhất), Chiang Mai, en saison : Hải Phòng-Cat Bi |
| VietJet Air                      | Hô Chi Minh Ville (Tân Sơn Nhất), Hanoï-Nội Bài                            |
| Hai Au Aviation                  | Charter : Đà Nẵng                                                          |

Édité le 24/07/2018

## Galerie d'images

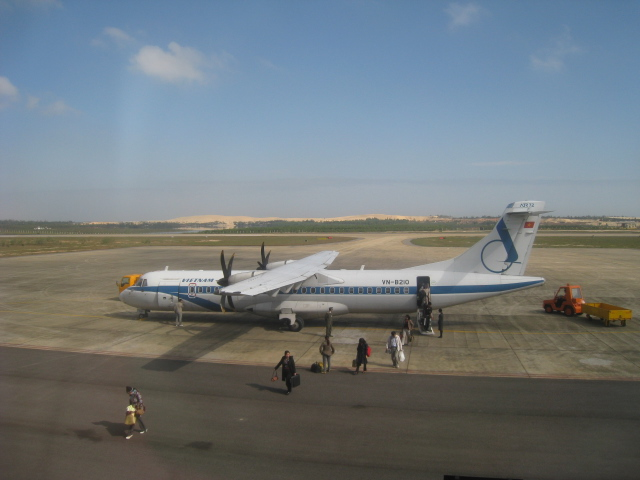
Un ATR-72 de Vietnam Airlines sur le tarmac de l'aéroport de Đồng Hới.